# Ель-Бурго
Ель-Бурго (ісп. El Burgo) — муніципалітет в Іспанії, у складі автономної спільноти Андалусія, у провінції Малага. Населення — 1981 особа (2010).
Муніципалітет розташований на відстані близько 420 км на південь від Мадрида, 46 км на захід від Малаги.

## Демографія
Динаміка населення (INE ):

## Галерея зображень

Розташування муніципалітету у провінції Малага
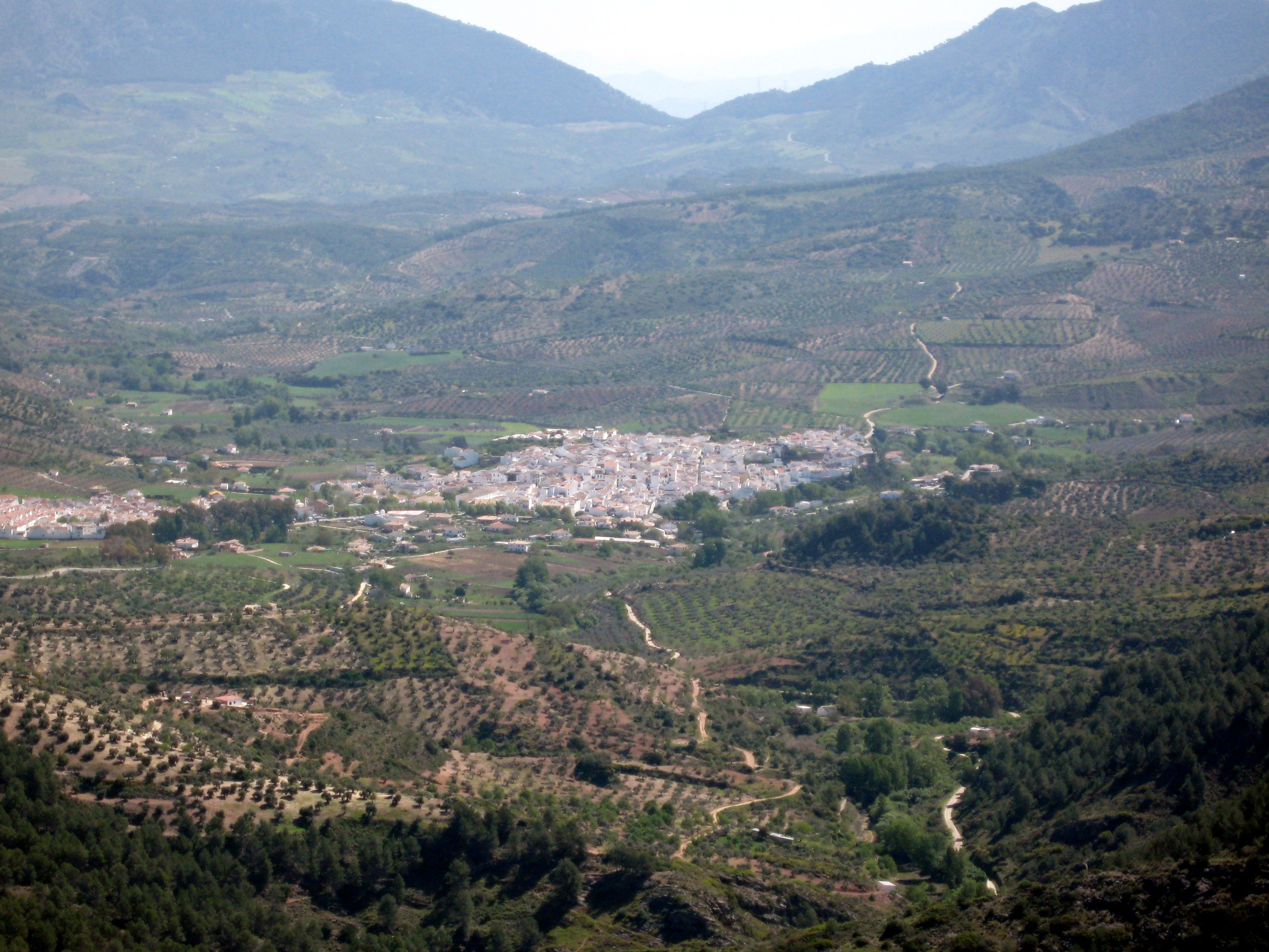
Ель-Бурго